# Otacilia
Otacilia  (лат.) — род аранеоморфных пауков из семейства Phrurolithidae. Насчитывают более 100 видов.

## Распространение
Встречаются в Азии.
Почти половина видов (43) найдены в Китае.

## Описание
Мелкие пауки (длина тела около 3 мм). Хелицеры с двумя щетинками (редко с одной) на передней стороне. Формула ног: 4123 (редко 1423). Распределение шипиков на ногах: бёдра I—II d 0-2, III—IV d 0-1, I pl 3-6, II pl 0-3 (d — дорсальные щетинки, pl — пролатеральные); голени I—II обычно с 6-8 парами вентральных шипиков; метатарзусы I—II обычно с 3-4 парами вентральных шипиков. У самцов бедро пальп с вентральным апофизисос или бугорком. Otacilia отличаются от близких групп (Phrurolithus) пальпами самцов, имеющих единственный простой апофизис RTA (ретролатеральный голенный апофизис), иногда также с DTA (дорсальный голенный апофизис), а гениталии их самок со сравнительно длинной, сильно склеротизированной сперматекой. Также они отличаются от Phrurolithus, у которых самцы обычно имеют пальпы с комплексным голенным апофизисом (некоторые виды имеют два или три голенных апофизиса), а самки имеют мелкую округлую или овальную сперматеку.
Наземные пауки, обитающие в опавших листьях, особенно листья бамбука, древесных остатках или на лесной подстилке, очень мало видов встречаются на кронах деревьях или под камнями.

## Таксономия
Род Otacilia включает более 100 видов (потенциально, до 200). Род был впервые выделен в 1894 году шведским арахнологом Тамерланом Тореллем по типовому виду Otacilia armatissima Thorell, 1897, описанному по единственной самке из Мьянмы (самцы не найдены до сих пор, по состоянию на 2019 год). Первоначально род включали в семейство Liocranidae, в 2005 году он был переведён в Corinnidae, а в 2014 году он был переведен в семейство Phrurolithidae.
В 2015 году Ван с соавторами (Wang et al. 2015) предварительно разделили род Otacilia на две видовые группы по морфологическим признакам, а Фу с соавторами (Fu et al. 2016) выделили три китайские видовые группы Otacilia: armatissima-group, revoluta-group и pseudostella-group. В 2016 году группой китайских арахнологов (Jin et al. 2016) было предложено делить всю мировую фауну Otacilia на пять видовых групп, включая armatissima-group (34 вида), ambon-group (2 вида), longituba-group (17 вида), pseudostella-group (9 видов), и пятую неназванную группы из 3 остальных видов (либо описанных по одному полу, либо недостаточно точно описанных).
- Otacilia acerosa Yao, Irfan & Peng, 2019 — Китай[4]
- Otacilia acuta Fu, Zhang & Zhang, 2016  — Китай[5]
- Otacilia acutangula Liu, 2020 — Китай
- Otacilia ailan Liu, Xu, Xiao, Yin & Peng, 2019 — Китай
- Otacilia ambon Deeleman-Reinhold, 2001 — Индонезия (Молуккские острова)
- Otacilia annula (Zhou, Wang & Zhang, 2013) — Китай
- Otacilia antica (Wang, Chen, Zhou, Zhang & Zhang, 2015) — Китай
- Otacilia arcuata Mu & Zhang, 2021 — Китай
- Otacilia armatissima Thorell, 1897 — Мьянма
- Otacilia aurita Fu, Zhang & Zhang, 2016 — Китай
- Otacilia bawangling Fu, Zhang & Zhu, 2010 — Китай
- Otacilia biarclata Fu, He & Zhang, 2015 — Китай
- Otacilia bicolor Jäger & Wunderlich, 2012 — Лаос
- Otacilia bifida (Yin, Ubick, Bao & Xu, 2004) — Китай
- Otacilia bifurcata Dankittipakul & Singtripop, 2014 — Таиланд
- Otacilia bijiashanica Liu, 2020 — Китай
- Otacilia bizhouica Liu, 2020 — Китай
- Otacilia celata (Fu, Chen & Zhang, 2016) — Китай
- Otacilia christae Jäger & Wunderlich, 2012 — Лаос
- Otacilia clavata (Yao, Irfan & Peng, 2019) — Китай
- Otacilia coreana (Paik, 1991) — Корея, Россия (Курилы), Япония
- Otacilia curvata Jin, Fu, Yin & Zhang, 2016 — Китай
- Otacilia dadongshanica Liu, 2021 — Китай
- Otacilia daweishan Liu, Xu, Xiao, Yin & Peng, 2019 — Китай
- Otacilia daxiang Du, Pu & Yang, 2013 — Китай
- Otacilia dentigera Mu & Zhang, 2021 — Китай
- Otacilia dianchiensis (Yin, Peng, Gong & Kim, 1997) — Китай
- Otacilia digitata Fu, Zhang & Zhang, 2016 — Китай
- Otacilia ensifera Mu & Zhang, 2021 — Китай
- Otacilia fabiformis Liu, Xu, Xiao, Yin & Peng, 2019
- Otacilia fanjingshan (Wang, Chen, Zhou, Zhang & Zhang, 2015) — Китай
- Otacilia fansipan Jäger & Dimitrov, 2019 — Вьетнам
- Otacilia fausta (Paik, 1991) — Корея
- Otacilia flexa Fu, Zhang & Zhang, 2016 — Китай
- Otacilia florifera Fu, He & Zhang, 2015 — Китай
- Otacilia forcipata Yang, Wang & Yang, 2013 — Китай
- Otacilia foveata (Song, 1990) — Китай
- Otacilia fujiana Fu, Jin & Zhang, 2014 — Китай
- Otacilia gougunao Liu, 2020 — Китай
- Otacilia hamata (Wang, Zhang & Zhang, 2012) — Китай
- Otacilia hengshan (Song, 1990) — Китай
- Otacilia hippocampa Jin, Fu, Yin & Zhang, 2016 — Китай
- Otacilia involuta (Yao, Irfan & Peng, 2019) — Китай
- Otacilia jiandao Liu, Xu, Xiao, Yin & Peng, 2019
- Otacilia jianfengling Fu, Zhang & Zhu, 2010 — Китай
- Otacilia kamurai Ono & Ogata, 2018 — Япония
- Otacilia kao Jäger & Wunderlich, 2012 — Таиланд, Вьетнам
- Otacilia komurai (Yaginuma, 1952) — Китай, Корея, Япония
- Otacilia lata Yao, Irfan & Peng, 2019 — Китай
- Otacilia leibo Fu, Zhang & Zhang, 2016 — Китай
- Otacilia limushan Fu, Zhang & Zhu, 2010 — Китай
- Otacilia liupan Hu & Zhang, 2011 — Китай
- Otacilia longa (Fu, Chen & Zhang, 2016) — Китай
- Otacilia longituba Wang, Zhang & Zhang, 2012 — Китай
- Otacilia longtanica Liu, 2020 — Китай
- Otacilia loriot Jäger & Wunderlich, 2012 — Лаос
- Otacilia luna (Kamura, 1994) — Япония
- Otacilia luzonica (Simon, 1898) — Филиппины
- Otacilia lynx (Kamura, 1994) — Тайвань, Япония
- Otacilia macrospora Fu, Zhang & Zhang, 2016 — Китай
- Otacilia meles Kamura, 2021 — Япония
- Otacilia microstoma Wang, Chen, Zhou, Zhang & Zhang, 2015 — Китай
- Otacilia mingsheng Yang, Wang & Yang, 2013 — Китай
- Otacilia mira Fu, Zhang & Zhang, 2016 — Китай
- Otacilia mustela Kamura, 2008 — Япония
- Otacilia namkhan Jäger & Wunderlich, 2012 — Лаос
- Otacilia nanhuashanica Liu, 2020 — Китай
- Otacilia nigerus (Yin, 2012) — Китай
- Otacilia nonggang Liu, Xu, Xiao, Yin & Peng, 2019 — Китай
- Otacilia obesa Fu, Zhang & Zhang, 2016 — Китай
- Otacilia onoi Deeleman-Reinhold, 2001 — Таиланд
- Otacilia ovata Fu, Zhang & Zhang, 2016 — Китай
- Otacilia ovoidea Liu, 2020 — Китай
- Otacilia palgongensis (Seo, 1988) — Россия (Дальний Восток), Китай, Корея
- Otacilia palmata Yao, Irfan & Peng, 2019 — Китай
- Otacilia papilion Fu, Zhang & Zhang, 2016 — Китай
- Otacilia papilla Dankittipakul & Singtripop, 2014 — Индонезия (Суматра)
- Otacilia paracymbium Jäger & Wunderlich, 2012 — Китай
- Otacilia parva Deeleman-Reinhold, 2001 — Индонезия (Суматра)
- Otacilia pennata (Yaginuma, 1967) — Россия (Южная Сибирь, Дальний Восток), Китай, Корея, Япония
- Otacilia pseudostella Fu, Jin & Zhang, 2014 — Китай
- Otacilia pyriformis Fu, Zhang & Zhang, 2016 — Китай
- Otacilia revoluta (Yin, Ubick, Bao & Xu, 2004) — Китай
- Otacilia rulinensis Yao, Irfan & Peng, 2019 — Китай
- Otacilia shanxi Mu & Zhang, 2021 — Китай
- Otacilia shenshanica Liu, 2020 — Китай
- Otacilia simianshan Zhou, Wang & Zhang, 2013 — Китай
- Otacilia sinifera Deeleman-Reinhold, 2001 — Таиланд
- Otacilia songi Wang, Chen, Zhou, Zhang & Zhang, 2015 — Китай
- Otacilia spiralis Mu & Zhang, 2021 — Китай
- Otacilia splendida (Song & Zheng, 1992) — Китай, Япония
- Otacilia squamaca (Yao, Irfan & Peng, 2019) — Китай
- Otacilia stella Kamura, 2005 — Япония
- Otacilia subannula (Fu, Chen & Zhang, 2016) — Китай
- Otacilia subfabiformis Liu, 2020 — Китай
- Otacilia subliupan Wang, Chen, Zhou, Zhang & Zhang, 2015 — Китай
- Otacilia submicrostoma Jin, Fu, Yin & Zhang, 2016 — Китай
- Otacilia subnigerus (Fu, Chen & Zhang, 2016) — Китай
- Otacilia subovoidea Liu, 2020 — Китай
- Otacilia taiwanica (Hayashi & Yoshida, 1993) — Китай, Тайвань, Япония
- Otacilia taoyuan (Fu, Chen & Zhang, 2016) — Китай
- Otacilia truncata Dankittipakul & Singtripop, 2014 — Таиланд
- Otacilia valida (Fu, Chen & Zhang, 2016) — Китай
- Otacilia vangvieng Jäger & Wunderlich, 2012 — Лаос
- Otacilia vulpes (Kamura, 2001) — Япония
- Otacilia wanshou (Yin, 2012) — Китай
- Otacilia wugongshanica Liu, 2020 — Китай
- Otacilia wuli Mu & Zhang, 2021 — Китай
- Otacilia xiaoxiica Liu, 2020 — Китай
- Otacilia xingdoushanensis Yao, Irfan & Peng, 2019
- Otacilia yangi Zhang, Fu & Zhu, 2009 — Китай
- Otacilia yangmingensis Jin, Fu, Yin & Zhang, 2016 — Китай
- Otacilia yinae Liu, Xu, Xiao, Yin & Peng, 2019 — Китай
- Otacilia yusishanica Liu, 2020 — Китай
- Otacilia zaoshiica Liu, 2020 — Китай
- Otacilia zebra Deeleman-Reinhold, 2001 — Таиланд
- Otacilia zhangi Fu, Jin & Zhang, 2014 — Китай
- Otacilia zhouyun (Wang, Chen, Zhou, Zhang & Zhang, 2015) — Китай
- Otacilia ziyaoshanica Liu, 2020 — Китай
- Otacilia zongxu (Wang, Zhang & Zhang, 2012) — Китай

### Дополнение (2023)
- 13 новых видов из Китая: Otacilia allomanubrium Mu & Zhang, 2023, Otacilia guposhan, Otacilia horizon, Otacilia impleta, Otacilia maliu, Otacilia shaoyao, Otacilia  shennongjia, Otacilia spina, Otacilia striata, Otacilia subdentigera, Otacilia subforcipata, Otacilia wenbi, Otacilia yongjia Mu & Zhang, 2023[9]